# Derby County Football Club 1990-1991
Questa voce raccoglie le informazioni riguardanti il Derby County Football Club nelle competizioni ufficiali della stagione 1990-1991

## Stagione
Nella stagione 1990-1991 il Derby County ultimo in campionato retrocedendo nella seconda divisione inglese. In FA Cup la squadra fu eliminata al terzo turno così come nella Full Members Cup. In league cup si fermò invece al quarto turno.

## Maglie e sponsor
| 1a divisa | 2a divisa |

## Rosa
| N. |                        | Ruolo | Calciatore        |
| -- | ---------------------- | ----- | ----------------- |
|    | Inghilterra (bandiera) | P     | Scott Cooksey     |
|    | Inghilterra (bandiera) | P     | Peter Shilton     |
|    | Inghilterra (bandiera) | P     | Martin Taylor     |
|    | Inghilterra (bandiera) | D     | Robbie Briscoe    |
|    | Inghilterra (bandiera) | D     | Jonathan Davidson |
|    | Inghilterra (bandiera) | D     | Michael Forsyth   |
|    | Inghilterra (bandiera) | D     | Jason Kavanagh    |
|    | Inghilterra (bandiera) | D     | Mark Patterson    |
|    | Inghilterra (bandiera) | D     | Justin Phillips   |
|    | Galles (bandiera)      | D     | Mel Sage          |
|    | Inghilterra (bandiera) | D     | Alex Watson       |
|    | Inghilterra (bandiera) | D     | Paul Williams     |
|    | Inghilterra (bandiera) | D     | Mark Wright       |
|    | Inghilterra (bandiera) | C     | Nigel Callaghan   |
|    | Inghilterra (bandiera) | C     | Martyn Chalk      |

| N. |                                | Ruolo | Calciatore       |
| -- | ------------------------------ | ----- | ---------------- |
|    | Inghilterra (bandiera)         | C     | Steve Cross      |
|    | Inghilterra (bandiera)         | C     | Steve Hayward    |
|    | Inghilterra (bandiera)         | C     | Trevor Hebberd   |
|    | Scozia (bandiera)              | C     | Ted McMinn       |
|    | Inghilterra (bandiera)         | C     | Gary Micklewhite |
|    | Inghilterra (bandiera)         | C     | Nick Pickering   |
|    | Inghilterra (bandiera)         | C     | Craig Ramage     |
|    | Galles (bandiera)              | C     | Geraint Williams |
|    | Scozia (bandiera)              | C     | Ian Wilson       |
|    | Inghilterra (bandiera)         | A     | Bobby Davison    |
|    | Saint Kitts e Nevis (bandiera) | A     | Kevin Francis    |
|    | Inghilterra (bandiera)         | A     | Phil Gee         |
|    | Inghilterra (bandiera)         | A     | Mick Harford     |
|    | Galles (bandiera)              | A     | Dean Saunders    |
|    | Inghilterra (bandiera)         | A     | Jason White      |